# Norderbootfahrt

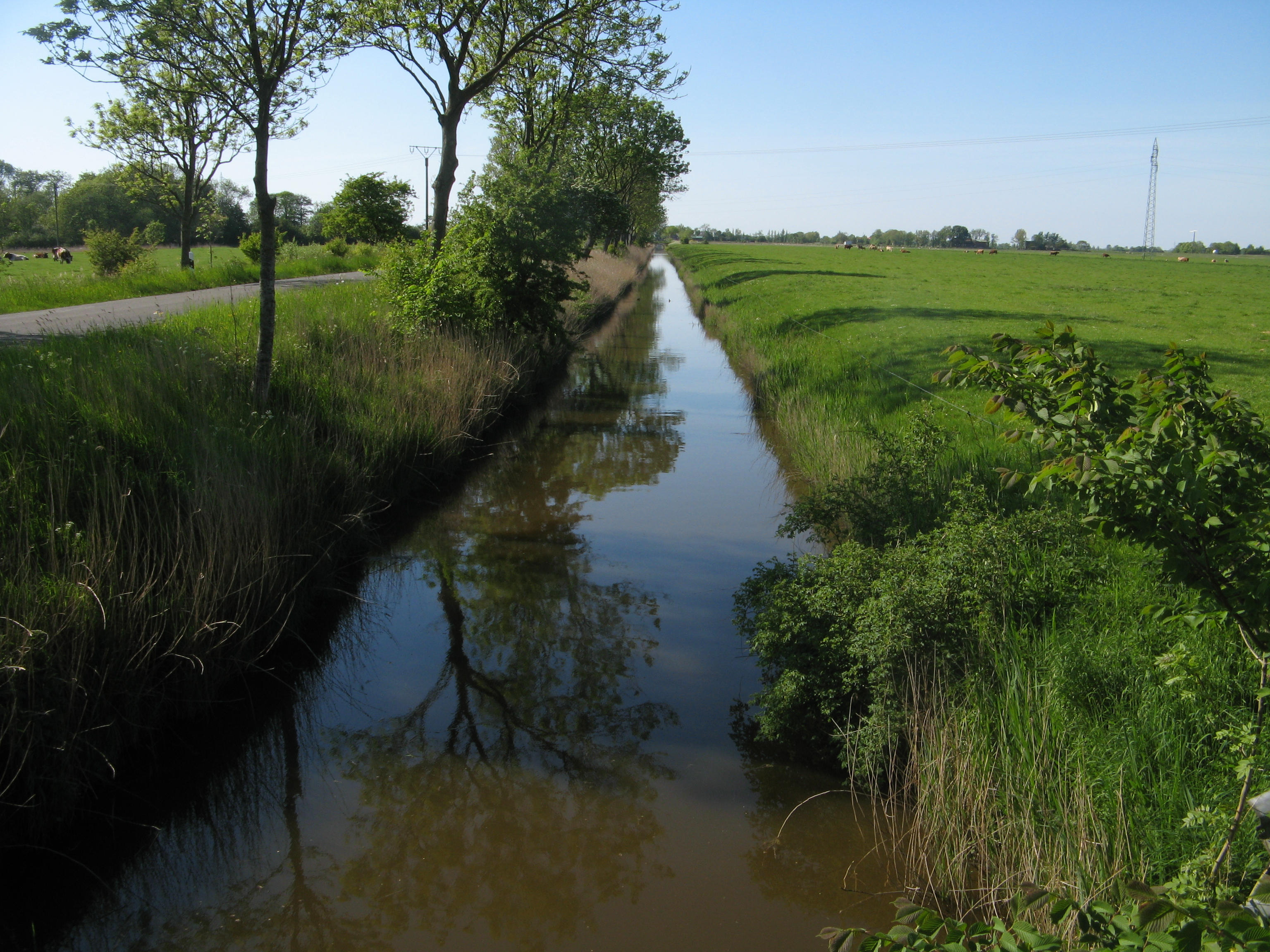
Norderbootfahrt bei Kotzenbüll (2008)

Die Norderbootfahrt ist ein Kanal auf der Halbinsel Eiderstedt. Der 1612 gebaute Kanal führte von Tönning an der Eidermündung nach Tetenbüll. Über einen Verbindungskanal (erbaut 1615) zur Süderbootfahrt konnten Garding und Katingsiel erreicht werden. Die Norder- und die Süderbootfahrt verbanden das Eiderstedter Hinterland auf dem Wasserweg mit der offenen Nordsee und sorgten so vor allem für den Aufstieg des Tönninger Hafens zum wichtigsten Hafen der Region.
Er entstand kurz nach dem Bau der Süderbootfahrt von Garding nach Katingsiel. 1615 schließlich wurden beide Kanäle verbunden. Katingsiel verlor daraufhin seine Stellung als Hafen an Tönning. Die Kanäle konnten Schiffe von 8 bis 10 Tonnen Größe fassen, auf den schmalen Kanälen wurde getreidelt. Ebenfalls im Rahmen dieser Baumaßnahmen entstand der Hafen von Garding, der mittlerweile wieder zugeschüttet ist.
Nötig geworden war der Bau, da die Eiderstedter Landwirtschaft zu dieser Zeit einen Aufschwung erlebte. Niederländer waren vor den Glaubenskriegen und Verfolgungen im eigenen Land über die südliche Nordsee nach Eiderstedt gelangt. Dort brachten sie landwirtschaftliche Innovationen, insbesondere in der Milch- und Käseverarbeitung mit. Gleichzeitig waren zahlreiche natürliche Wasserwege auf Eiderstedt zunehmender Eindeichung und Landgewinnung zum Opfer gefallen. Möglich wurde der Kanal ebenfalls durch die Niederländer und ihre Kenntnisse im Wasserbau: Das Konzept für die Norderbootfahrt stammte von Caspar Hoyer und den zugewanderten Niederländern.